# Tusitala hirsuta
Tusitala hirsuta es una especie de araña saltarina del género Tusitala, familia Salticidae. Fue descrita científicamente por George Williams Peckham y su esposa E. G. Peckham en 1902.
Habita en África Meridional.